# Hugo Froelich
Fritz August Hugo Froelich (* 28. Januar 1885 in Berlin; † nach 1942) war ein deutscher Schauspieler und Aufnahmeleiter.

## Leben
Über Hugo Froelichs Werdegang ist nur sehr wenig bekannt. Seine künstlerische Ausbildung erhielt er in dem ersten Jahrzehnt des 20. Jahrhunderts beim Schauspieler und Schauspiellehrer Heinrich Oberländer. Froelichs Aktivitäten vor und hinter der Kamera waren eng mit dem Wirken seines berühmten Bruders, des Regisseurs und Produzenten Carl Froelich, verbunden. Dieser holte ihn bereits kurz nach Ende des Ersten Weltkriegs zu sich und gab ihm kleine Rollen. Regelmäßig beim Film arbeitete Hugo erst mit Beginn der Tonfilmära, als Carl Froelich ihn zunächst überwiegend als Aufnahmeleiter seiner Inszenierungen verpflichtete. Nebenbei wirkte Hugo mit zum Teil winzigen Rollen auch in Carls Inszenierungen und denen seines Schülers Rolf Hansen mit.
Hugo Froelichs Auftritte umfassten die gesamte Rollenpalette eines Chargendarstellers. Er verkörperte ebenso Hotelportiers wie Generale, Hausmeister wie Bauern, Gendarme wie Justizräte, Souffleure wie Hoteliers, Taxifahrer wie Diener. Inmitten des Zweiten Weltkriegs verschwand Hugo Froelich aus dem Blickfeld der Öffentlichkeit.

## Filmografie

### Als Schauspieler
- 1919: Der Tänzer, 1. Teil
- 1919: Arme Thea
- 1920: Die Brüder Karamasoff
- 1932: Mieter Schulze gegen Alle
- 1933: Der Choral von Leuthen
- 1933: Reifende Jugend
- 1934: Frühlingsmärchen
- 1934: Krach um Jolanthe
- 1934: Oberwachtmeister Schwenke
- 1935: Lärm um Weidemann
- 1935: Traumulus
- 1936: Der Raub der Sabinerinnen
- 1936: Wenn der Hahn kräht
- 1936: Wenn wir alle Engel wären
- 1937: Gabriele eins, zwei, drei
- 1937: Die Umwege des schönen Karl
- 1938: Die 4 Gesellen
- 1938: Heimat
- 1939: Drunter und drüber
- 1939: Es war eine rauschende Ballnacht
- 1940: Angelika
- 1941: Der Gasmann
- 1941: Der Weg ins Freie
- 1942: Die große Liebe
- 1942: Hochzeit auf Bärenhof

### Als Aufnahmeleiter
- 1929: Die Frau, die jeder liebt, bist Du!
- 1929: Die Nacht gehört uns
- 1930: Brand in der Oper
- 1931: Mitternachtsliebe
- 1931: Mädchen in Uniform
- 1932: Gitta entdeckt ihr Herz
- 1932: Die – oder keine
- 1933: Reifende Jugend
- 1934: Oberwachtmeister Schwenke